# Peter Wilson (labdarúgó)
Peter Frederick Wilson (Felling, 1947. szeptember 15. –) ausztrál válogatott labdarúgó és edző.

## Fordítás
- Ez a szócikk részben vagy egészben  a   Peter Wilson (footballer, born 1947) című angol Wikipédia-szócikk fordításán alapul.  Az eredeti cikk szerkesztőit annak laptörténete sorolja fel. Ez a jelzés csupán a megfogalmazás eredetét és a szerzői jogokat jelzi, nem szolgál a cikkben szereplő információk forrásmegjelöléseként.